# Marillion
I Marillion (IPA: [məˈrɪliən]) sono un gruppo musicale rock progressivo britannico fondato ad Aylesbury nel 1977.
Durante la prima metà della loro carriera sono stati considerati tra i gruppi di spicco dell'allora popolare filone neoprogressive ed ancora oggi godono di un vasto seguito a livello internazionale. L'epoca di maggior successo commerciale fu quella con Fish alla voce (fino al 1988), in seguito rimpiazzato da Steve Hogarth. Oltre ad essere apprezzati dalla critica, i Marillion sono stati l'unico gruppo neoprogressive a ottenere buoni (in alcuni casi ottimi) risultati commerciali, piazzando molti singoli nelle prime dieci posizioni della classifica britannica.

## Storia del gruppo
(Steve Hogarth)

### Primi anni
Il gruppo nacque ad Aylesbury verso la fine degli anni settanta sotto il nome di Silmarillion (dall'opera omonima di Tolkien) per iniziativa del batterista Mick Pointer e del bassista Doug Irvine, entrambi provenienti dagli Electric Gypsy. Una volta reclutato Neil Cockle alla tastiera e Martin Jenner alla chitarra, il gruppo scrisse materiale ispirato ad artisti rock progressivo dell'epoca, in particolar modo Pink Floyd, Jethro Tull, Van der Graaf Generator, Rush, Yes e Genesis. Dopo circa un anno sia Cockle e Jenner abbandonarono la formazione e nella tarda primavera del 1979 Steve Rothery divenne il nuovo chitarrista a seguito di un annuncio pubblicitario sulla rivista Musician's Only inserito da Pointer e Irvine. Successivamente entrò anche il tastierista Brian Jelliman. Il 1979 segnò anche il cambiamento di nome da Silmarillion a Marillion.
Nel 1980 Irvine abbandonò il gruppo e i restanti componenti reclutarono Diz Minnitt e il cantante Fish; il primo concerto con la nuova formazione ebbe luogo il 14 marzo 1981 al Red Lion di Bicester. Poco tempo dopo Jelliman venne rimpiazzato da Mark Kelly dei Chemical Alice (gruppo scelto all'epoca dai Marillion come artisti di supporto durante il tour) e nel 1982 Pete Trewavas entrò al posto di Minnitt.

### Script for a Jester's TeareFugazi
Nel corso del 1982 i Marillion divennero la maggiore attrazione del Marquee Club di Londra, tempio del nascente movimento neoprogressive, dove iniziarono a registrarsi i tutto esaurito. Il culmine venne raggiunto nell'agosto di quell'anno, quando si esibirono al Reading Festival e vennero notati dalla EMI, che li pose sotto contratto.
Il 25 ottobre 1982 venne pubblicato il singolo di debutto Market Square Heroes, che raggiunse la posizione 53 della Official Singles Chart. Al termine dell'anno il gruppo si recò ai Marquee Studios per registrare il materiale per il primo album in studio. Intitolato Script for a Jester's Tear, il disco uscì il 14 marzo 1983 e fu anticipato il 31 maggio dal singolo He Knows You Know, che debuttò al 35º posto della classifica britannica) Il disco, composto da sei brani, esordì al settimo posto della Official Albums Chart, permettendo al gruppo di intraprendere un'estesa tournée di 29 date nel Regno Unito, culminata con due serate presso l'Hammersmith Odeon di Londra nell'aprile 1983.
Al termine del tour Pointer abbandonò la formazione a causa di dissidi con gli altri componenti (divenne in seguito membro degli Arena). Come primo sostituto i Marillion scelsero Andy Ward, noto per la sua militanza nei Camel, con il quale si esibirono in un paio di festival europei verso la fine di maggio per poi recarsi ai Mountain Rehearsal and Recording Studios nel sud del Galles per iniziare la stesura a un secondo album. Riscontrato che le sessioni si rivelarono infruttuose, il quintetto interruppe le registrazioni per recarsi negli Stati Uniti d'America per una nuova tournée, durante la quale emersero i primi problemi con Ward, che fu allontanato per via del suo alcolismo e disturbo bipolare, oltre alla sua inconsistenza sul palco. Al suo posto fu ingaggiato John Marter, noto per essere stato nei Mr. Big negli anni settanta: con il nuovo entrato, i Marillion registrarono nuove versioni di Market Square Heroes e Three Boats Down from the Candy e aprirono per i Rush nelle loro cinque date tenute al Radio City Music Hall di New York in occasione del Grace Under Pressure Tour, ma lo allontanarono poco tempo dopo a causa del suo carattere ostile; su consiglio del produttore Nick Tauber fu pertanto contattato lo statunitense Jonathan Mover, ma i successivi contrasti con Fish lo spinsero ad abbandonare presto la formazione, sebbene abbia contribuito alla registrazione di nuovo materiale in studio.
Il manager del gruppo John Arnison decise di contattare Ian Mosley al fine di aiutare il gruppo nelle sessioni di scrittura del secondo album. Entrato come turnista, il batterista divenne in poco tempo parte integrante della formazione. Nel novembre 1983 i Marillion si recarono ai The Manor Recording Studios, dove registrarono e composero ulteriori brani fino a febbraio 1984. Il 12 marzo 1984 venne dato alle stampe il secondo album, intitolato Fugazi e promosso dai singoli Punch and Judy e Assassing. Sebbene abbia raggiunto la quinta posizione della classifica britannica degli album, le vendite furono lievemente inferiori a Script for a Jester's Tear, spingendo il gruppo e la EMI a pubblicare nel mese di novembre dello stesso anno l'album dal vivo Real to Reel, che ottenne un buon successo in Europa.

### Misplaced Childhood

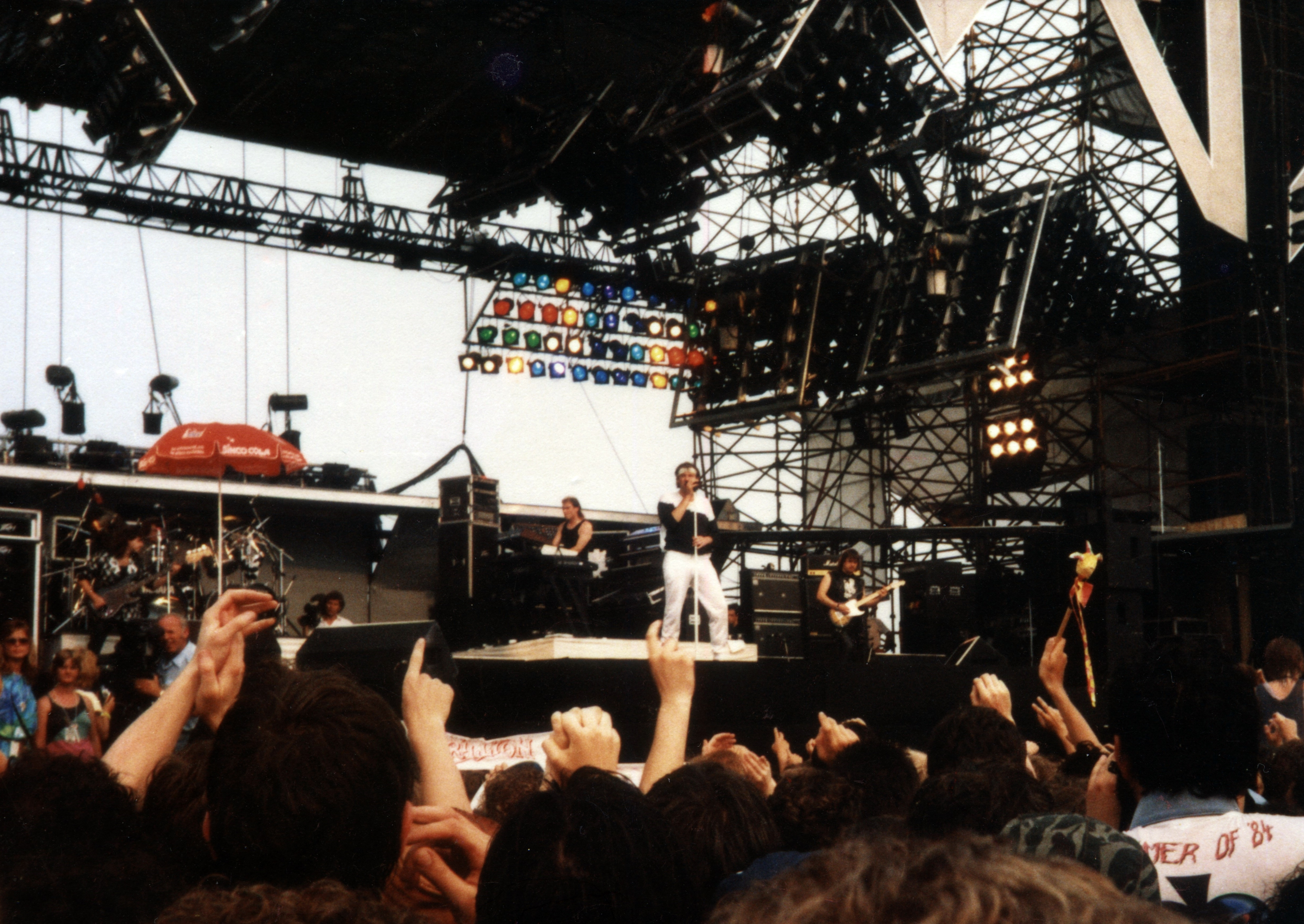
I Marillion con Fish nel 1986

Verso la fine del 1984 il gruppo si recò ai Barwell Count di Chessington per iniziare a comporre materiale per un terzo album. Sebbene le pressioni della EMI fossero piuttosto forti affinché i Marillion realizzassero qualcosa che garantisse delle entrate consistenti all'etichetta, Fish propose ai restanti componenti di realizzare un concept album sulla falsariga dei gruppi rock progressivo degli anni settanta, nello specifico una storia che il cantante scrisse a seguito di un flusso di coscienza avuto dopo aver fatto uso di LSD al termine della tournée di Fugazi. In pochi giorni fu completamente realizzata la prima parte dell'album, in cui furono sperimentate strutture musicali più vicine alla forma canzone, e il 3 novembre 1984 il gruppo tenne la prima delle sette date di un minitour dove eseguirono dal vivo la stessa prima parte di Misplaced Childhood. Nel febbraio 1985 rientrarono in studio di registrazione (questa volta presso i Bray Studios) per incidere nuove demo, per poi stabilirsi tra marzo e maggio agli Hansa Ton Studios di Berlino sotto la supervisione del produttore Chris Kimsey per completare il materiale.
Misplaced Childhood uscì il 17 giugno 1985 debuttò in vetta alla Official Albums Chart, risultando il disco di maggiore successo commerciale dei Marillion; da esso furono estratti tre singoli, il cui primo, Kayleigh, ottenne un ottimo successo, arrivando secondo nella Official Singles Chart.

### Clutching at Straws, abbandono di Fish
Dopo il successo ottenuto con il terzo album e il relativo tour, agli inizi del 1987 i Marillion si recarono ai Westside Studios di Londra per la realizzazione del quarto album. L'idea iniziale ricadde sulla creazione di un nuovo concept album, cambiata tuttavia con la realizzazione di brani singoli ma collegati tra loro musicalmente. Durante il processo di scrittura emersero anche le prime tensioni tra Fish e i restanti componenti, dovute principalmente al rapporto del cantante verso la fama acquisita con Misplaced Childhood, che lo aveva spinto verso l'abuso di alcol e droghe, evento che emerge nei nuovi testi composti.
Intitolato Clutching at Straws, l'album ottenne un buon successo nel Regno Unito e due dei tre singoli estratti (Incommunicado e Sugar Mice) raggiunsero la top 30 della Official Singles Chart. Durante la relativa tournée, Fish abbandonò i Marillion per concentrarsi su una carriera come solista.

### Ingresso di Hogarth,Seasons End

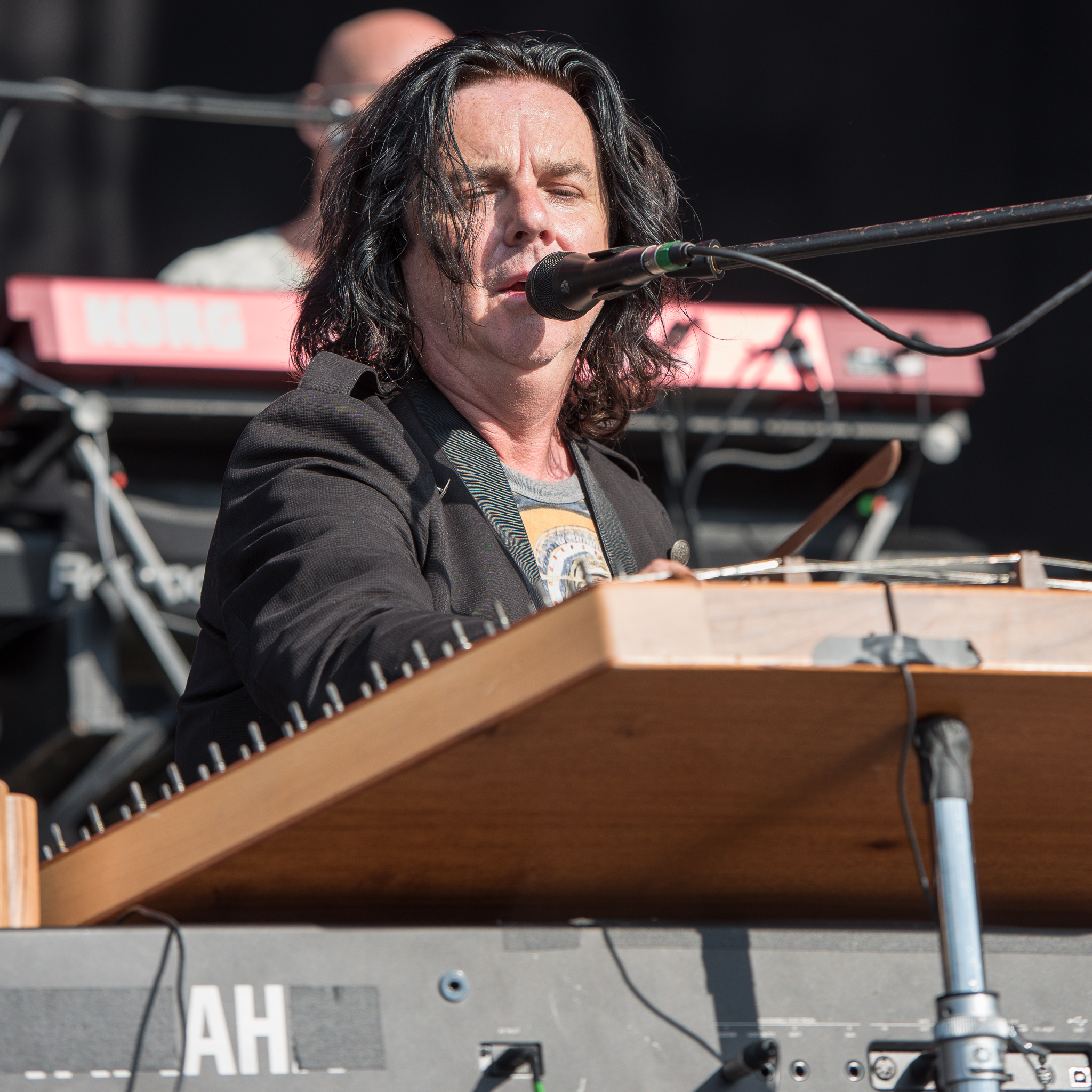
Steve Hogarth

Nel 1989 arrivò Steve Hogarth (noto anche semplicemente come "h") nel ruolo di cantante e frontman del gruppo, al posto di Fish. L'avvicendamento portò un notevole cambiamento nella direzione musicale dei Marillion verso un approccio che guardava maggiormente all'indie rock e al rock alternativo. Il primo album inciso dalla nuova formazione è stato Seasons End, uscito in quell'anno e promosso dai singoli Hooks in You, Uninvited Guest e Easter.

### Anni novanta
Nel 1991 è stata la volta di Holidays in Eden, criticato dai fan a causa delle sonorità troppo pop (per esempio, il primo singolo Cover My Eyes (Pain and Heaven), in puro stile U2), mentre tre anni dopo il gruppo ha pubblicato il settimo album in studio Brave, primo concept album del gruppo con Hogarth e promosso dai singoli The Great Escape, The Hollow Man e Alone Again in the Lap of Luxury nonché dall'album dal vivo Made Again. Tra il 1997 e il 1998 sono stati pubblicati gli album in studio This Strange Engine e Radiation.
Dal 1997 i Marillion compresero che Internet forniva l'opportunità ideale per alimentare un contatto più ravvicinato con i fan, uno dei quali, stimolato dalla loro mailing-list, raccolse fondi sufficienti per permettere loro di tornare in tour negli Stati Uniti d'America. L'uscita dell'album marillion.com del 1999 fece da manifesto al lancio sia del nuovo sito web che dell'etichetta discografica.

### Anni duemila
Nel corso del 2000 i Marillion furono tra i primi artisti musicali a chiedere a propri fan di finanziare i costi di registrazione del loro album successivo, preordinandolo con un anno di anticipo. L'operazione conquistò i titoli delle testate giornalistiche più importanti nel 2001. Sorprendentemente, più di 12.000 fan aderirono all'iniziativa e un accordo supplementare fu raggiunto con la EMI per la distribuzione sul mercato mondiale dell'album Anoraknophobia.

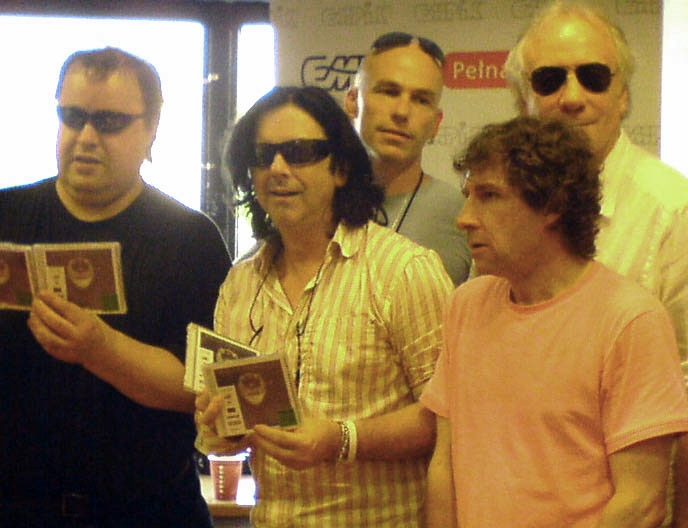
Il gruppo nel 2007, in occasione della promozione di Somewhere Else

Per il tredicesimo lavoro del gruppo, Marbles, furono richiesti diversi anni di lavoro senza fretta, oltre che l'aiuto dei fan con il preordine anticipato, che permise una grande campagna di crowdfunding senza il sostegno di alcuna casa discografica; il risultato valse la pena: alcuni fan lo videro come un grande capolavoro atteso da tanto tempo, altri come il più grande disco dell'era di Hogarth, altri ancora addirittura come il loro più grande disco; non mancarono i commenti della critica che continuava a vedere i Marillion come l'ex-band di Fish. Il primo singolo da esso estratto, You're Gone, arrivò in settima posizione nella Official Singles Chart e in ottava nei Paesi Bassi.
Il 9 aprile 2007 la band pubblicò, con il nuovo produttore Michael Hunter, il quattordicesimo album in studio Somewhere Else, preceduto dal singolo See It Like a Baby, uscito il 30 marzo 2007 per il download digitale. Un secondo singolo, Thankyou Whoever You Are/Most Toys, venne realizzato in tre diverse versioni, contenenti tracce dal vivo e inediti da studio arrivando in sesta posizione nei Paesi Bassi. 12 anni dopo Afraid of Sunlight, i Marillion tornarono nella Top 30 inglese piazzandosi ufficialmente al 24º posto con Somewhere Else, mentre i due singoli fecero una veloce comparsa nelle classifiche.
Il quindicesimo album da studio, intitolato Happiness Is the Road, fu annunciato fin dall'estate 2007 e fu pubblicato il 20 ottobre 2008 in seguito a una nuova campagna di preordini per finanziarlo. Il 23 luglio 2008, una versione ridotta del brano Whatever Is Wrong with You venne resa disponibile per il download gratuito dai Marillion e fu oggetto di un'originale trovata promozionale: i fan avrebbero potuto vincere cinquemila sterline realizzando uno o più video ispirati al brano e caricandoli su YouTube. Il premio sarebbe stato attribuito al video più visto dagli utenti.
Il 2 ottobre 2009 venne pubblicato il 16º album in studio Less Is More, contenente brani dell'era di Hogarth rivisitati in chiave acustica e con nuovi arrangiamenti.

### Anni duemiladieci

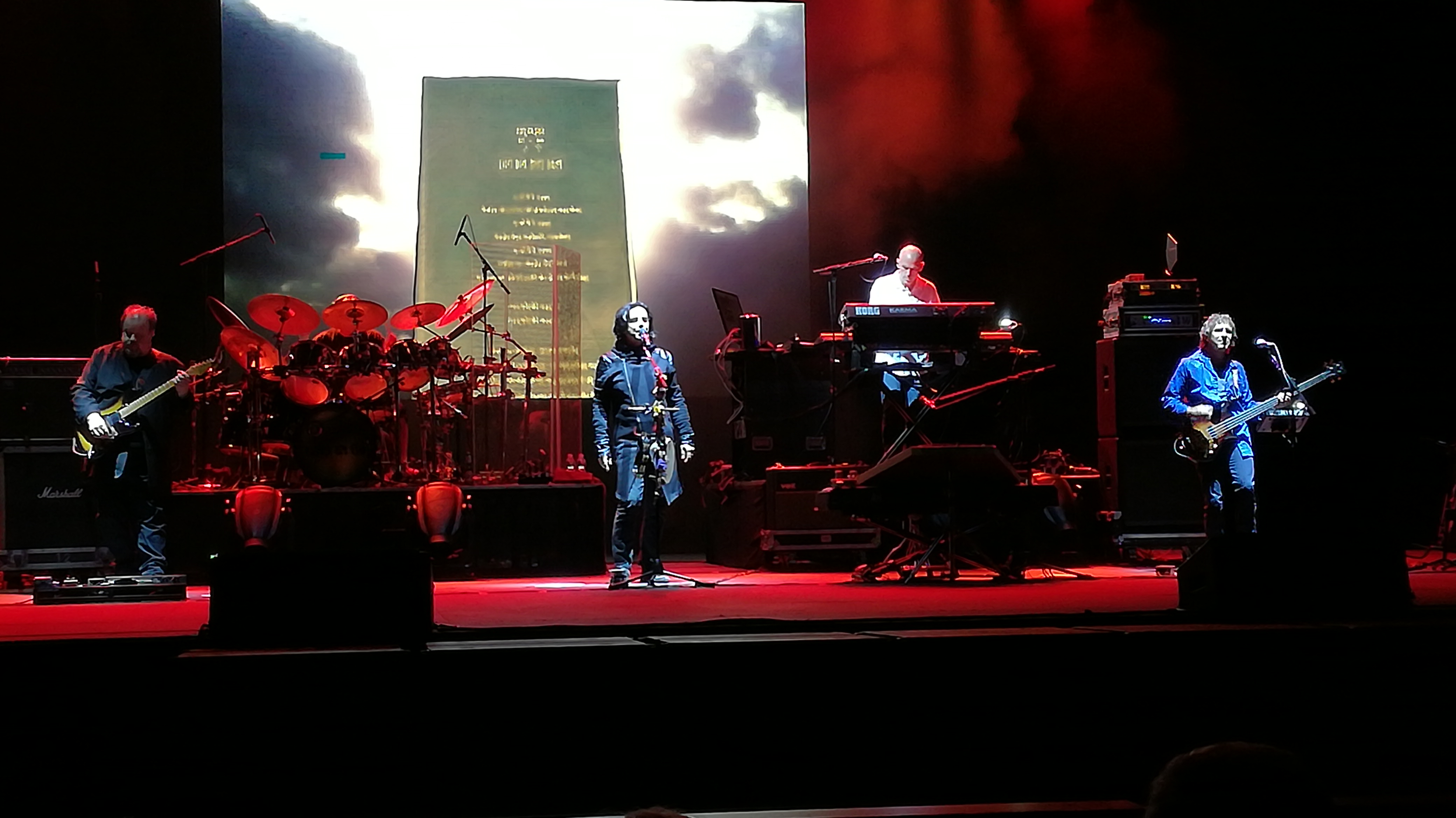
I Marillion in concerto a Milano nel 2017

Il 18 settembre 2012 i Marillion hanno pubblicato il diciassettesimo album in studio Sounds That Can't Be Made, anticipato dagli audio di Power e Gaza, entrambi pubblicati esclusivamente su YouTube, e promosso l'anno seguente dal relativo tour che ha avuto culmine con i concerti tenuti nei Paesi Bassi e in Canada, immortalati nell'album dal vivo A Sunday Night Above the Rain del 2014. Nel 2013, inoltre, il gruppo entrò nel Guinness dei primati grazie all'album dal vivo Clocks Already Ticking, il quale è stato pubblicato il 14 aprile, appena 63 ore dopo il concerto in cui era stato filmato (il 12 aprile).
Nel settembre 2015 il gruppo ha rivelato di essere al lavoro su un nuovo disco, provvisoriamente intitolato M18 e poi intitolato ufficialmente Fuck Everyone and Run (F E A R). Come per molti dei loro precedenti lavori, la registrazione dell'album è stata finanziata dalla campagna di crowdfunding, con i pre-ordini attraverso il sito PledgeMusic. L'album è stato pubblicato il 23 settembre 2016, debuttando in quarta posizione della Official Albums Chart, segnando il loro miglior piazzamento sin dalla pubblicazione di Clutching at Straws, circa tre decenni prima. Al disco ha fatto seguito una tournée mondiale che ha visto il gruppo impegnato in Europa nel corso del 2017, tenendo una data anche alla Royal Albert Hall di Londra, e negli Stati Uniti d'America durante il 2018. Dai sei brani che compongono l'album è stato estratto come singolo Living in F E A R, che nel corso del 2017 raggiunse la vetta delle classifiche britanniche relative alle vendite fisiche e in vinile.
A partire dal 19 gennaio 2018 la earMUSIC ha ripubblicato per il commercio dieci album dal vivo originariamente resi disponibili dal gruppo esclusivamente sul proprio sito ufficiale, partendo da Holidays in Eden Live e Size Matters del 2010. Il 6 aprile dello stesso anno è stato pubblicato All One Tonight - Live at the Royal Albert Hall, contenente la sopracitata esibizione alla Royal Albert Hall.

### Anni duemilaventi
A seguito di un precedente annuncio sulle iniziali del ventesimo album in studio, il 3 settembre 2021 ne viene rivelato il titolo, An Hour Before It's Dark. Contemporaneamente è stato lanciato anche il preordine del disco, mentre nei giorni successivi sono stati rivelati i brani in esso contenuti; uno di questi, Be Hard on Yourself, è stato reso disponibile gratuitamente a coloro che hanno effettuato il preordine dell'album, per poi venire pubblicato digitalmente il 19 novembre successivo.
Nel mese di novembre i Marillion hanno intrapreso la tournée Light at the End of the Tunnel nel Regno Unito, durante il quale è stato eseguito anche il nuovo brano; il concerto conclusivo, svoltosi presso il Hammersmith Apollo il 27 novembre, è stato trasmesso anche in live streaming dal sito del gruppo. Il 4 febbraio 2022 il gruppo ha presentato il secondo singolo Murder Machines, accompagnato dal relativo video.

## Formazione

### Attuale
- Steve Rothery – chitarra (1979-presente)
- Mark Kelly – tastiera, campionatore ed effetti, programmazione, cori (1981-presente)
- Pete Trewavas – basso, cori; chitarra, campionatore ed effetti aggiuntivi (1982-presente)
- Ian Mosley – batteria, percussioni (1983-presente)
- Steve Hogarth – voce, tastiera, chitarra, percussioni (1989-presente)

### Ex componenti
- Neil Cockle – tastiera (1977-1979)
- Martin Jenner – chitarra (1977-1979)
- Doug Irvine – basso, voce (1977-1980)
- Brian Jelliman – tastiera (1979-1981)
- Diz Minnitt – basso (1980-1982)
- Mick Pointer – batteria (1977-1983)
- Andy Ward – batteria (1983)
- Fish – voce, percussioni (1980-1988)

### Ex turnisti
- John Marter – batteria (1983)
- Jonathan Mover – batteria (1983)

## Discografia
- 1983 – Script for a Jester's Tear
- 1984 – Fugazi
- 1985 – Misplaced Childhood
- 1987 – Clutching at Straws
- 1989 – Seasons End
- 1991 – Holidays in Eden
- 1994 – Brave
- 1995 – Afraid of Sunlight
- 1997 – This Strange Engine
- 1998 – Radiation
- 1999 – marillion.com
- 2001 – Anoraknophobia
- 2004 – Marbles
- 2007 – Somewhere Else
- 2008 – Happiness Is the Road
- 2009 – Less Is More
- 2012 – Sounds That Can't Be Made
- 2016 – Fuck Everyone and Run (F E A R)
- 2019 – With Friends from the Orchestra
- 2022 – An Hour Before It's Dark